# هیدی بیننفلت
هیدویش «هیدی» بیننفلت (آلمانی: Hedwig "Hedy" Bienenfeld؛ ۱۷ اکتبر ۱۹۰۷ – ۲۴ سپتامبر ۱۹۷۶) شناگر المپیک اهل اتریش بود. او مدال برنز شنای قورباغه ۲۰۰ متر زنان را در مسابقات ورزش‌های آبی اروپا ۱۹۲۷ به‌دست‌آورد. او در بازی‌های المپیک تابستانی ۱۹۲۸ در همین رشته شرکت کرد. در بازی‌های مکابی ۱۹۳۲ و بازی‌های مکابی ۱۹۳۵ در فلسطین بریتانیا، او در مجموع ۵ مدال طلا، یک مدال نقره و یک مدال برنز در شنا به دست آورد.

## زندگی‌نامه

### حرفه شنا

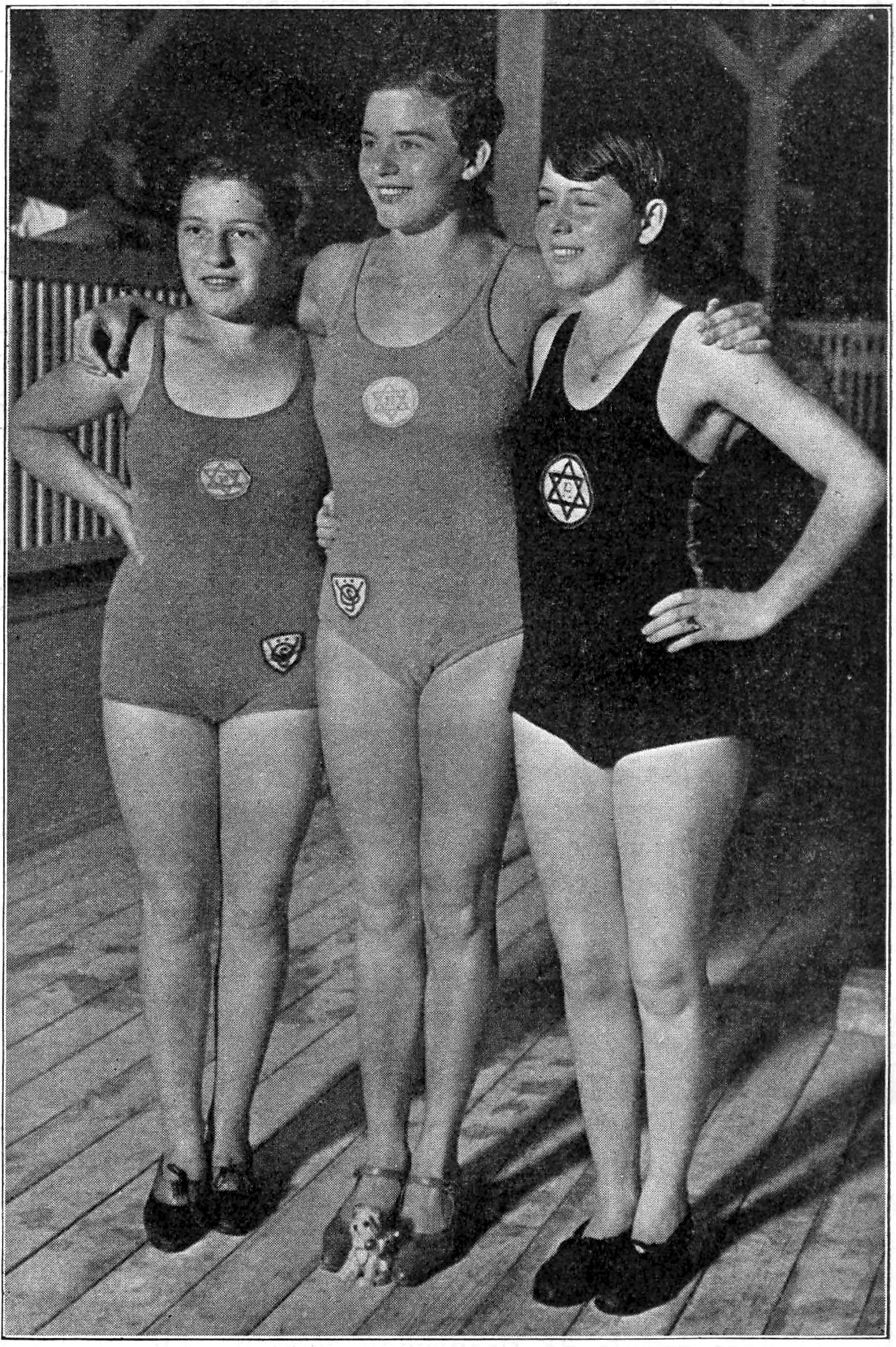
شناگران تیم هاکوآ وین: فریتزی لووی، هیدی بیننفلت و آیدی کُن.

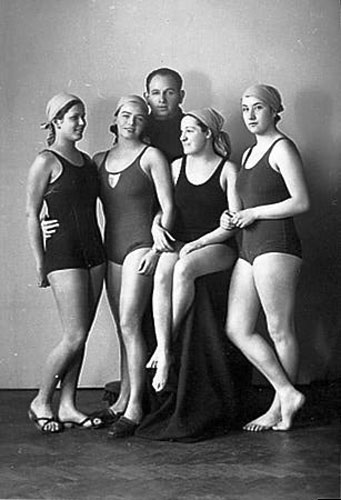
شناگران تیم هاکوآ وین: جودیت هاسپل، هیدی بیننفلت، ژیگو ورتهایمر (مربی) فریتزی لووی و لوسی گلدنر

بیننفلت یهودی بود و برای باشگاه ورزشی یهودی هاکوآ وین رقابت می‌کرد که در سال ۱۹۰۹ در پاسخ به «اصل آریایی» که یهودیان را از پیوستن به سایر باشگاه‌های ورزشی منع می‌کرد، تأسیس شده بود.
در سال ۱۹۲۴، در سن ۱۵ سالگی، بیننفلت برنده مسابقه سالانه پنج مایلی اتریشی شنا در آب‌های آزاد موسوم به «در سراسر وین» در دانوب شد که حدود ۵۰۰٬۰۰۰ تماشاگر را به خود جذب کرد. در سال ۱۹۲۵، او پس از شناگری به نام فریتزی لووی که در سبک آزاد شنا می‌کرد، دوم شد.
پس از آن، او یک مدل محبوب لباسشنا برای مجلات اتریشی شد. او تقریباً تمام عناوین ملی کرال سینه اتریش را در دهه‌های ۱۹۲۰ تا ۱۹۳۰ به دست آورد.
هیدی بیننفلت در ۱۹ سالگی در رقابت‌های ۲۰۰ متر قورباغه در مسابقات ورزش‌های آبی اروپا ۱۹۲۷ مدال برنز را به دست آورد. تا دهه ۲۰۰۰ میلادی، بیننفلت تنها اتریشی بود که به همراه فریتزی لووی، که در همان مسابقات قهرمانی مسابقات ورزش‌های آبی اروپا در سال ۱۹۲۷ در ماده ۴۰۰ متر آزاد سوم شد، مدال شنا کسب کرد.
او در در ۲۰ سالگی در شنای ۲۰۰ متر قورباغه زنان در المپیک تابستانی ۱۹۲۸ شرکت کرد و در رده سیزدهم قرار گرفت.
در ۲۸ آوریل ۱۹۲۹، بیننفلت رکورد جهانی ۵۰۰ متر قورباغه را در ۹ دقیقه ثبت کرد. او الهام بخش شخصیت «لیزا» در رمان دانش‌آموز گربر (Der Schüler Gerber) اثر فردریش توربرگ بود که سال بعد منتشر شد.
در سال ۱۹۳۰، او با مربی شنای خود، ژیگو ورتهایمر (۱۸۹۷–۱۹۶۵) ازدواج کرد. او در سال ۱۹۳۷ رکورد جدیدی در ۱۰۰ متر قورباغه اتریش به نام خود ثبت کرد.
در بازی‌های مکابی ۱۹۳۲ در فلسطین بریتانیا، او مدال‌های طلا را در ۱۰۰ متر کرال پشت، ۲۰۰ متر قورباغه، و ۱۰۰×۴ متر آزاد، یک مدال نقره در ۱۰۰ متر آزاد (در حالی که فریتزی لووی مدال طلا را به دست آورد)، و مدال برنز در ماده آزاد ۳۰۰ متر به دست آورد.
در بازی‌های مکابی ۱۹۳۵ در فلسطین بریتانیا، او مدال‌های طلا را در ۲۰۰ متر قورباغه و ۴ در ۱۰۰ متر آزاد به دست آورد.

### دوران بعدی زندگی
او و همسرش که یهودی بودند، پس از الحاق اتریش در سال ۱۹۳۸ به آلمان نازی قبل از جنگ جهانی دوم، معروف به آنشلوس، از اتریش گریختند و ابتدا به بریتانیای کبیر رفتند و در ۸ دسامبر ۱۹۳۹ وارد شهر دوور شدند و در ۱۸ ژوئیه ۱۹۴۰ در اردوگاه بازداشت زنان پورت ارین در جزیره من تحت نظر قرار گرفت. آنها سپس در ۳۱ دسامبر ۱۹۴۰ به لندن و سپس به ایالات متحده نقل مکان کردند.
در آنجا این زوج به عنوان مربی شنا در نیویورک مشغول به کار شدند و سپس یک تجارت موفق املاک و مستغلات را در فلوریدا اداره کردند. در سال ۱۹۵۲ آنها رسماً شهروند آمریکا شدند. پس از مرگ همسرش در سال ۱۹۶۵، او به وین بازگشت. او در آنجا به رقیب مادام العمر و دوست صمیمی خود فریتزی لووی که در حال مبارزه با سرطان پستان بود کمک مالی کرد. بیننفلت هیچ فرزندی نداشت. پس از مرگ او را در بخش یهودیان گورستان مرکزی وین به خاک سپردند.